# Mikhalis Dorizas
Mikhalis Dorizas (en grec: Μιχάλης Δώριζας; Constantinoble, Imperi Otomà, 16 d'abril de 1886 – Filadèlfia, Estats Units d'Amèrica, 21 d'octubre de 1957) va ser un atleta grec que va competir a principis del segle xx. Va prendre part en tres edicions dels Jocs Olímpic, el 1906, 1908 i 1912. En el seu palmarès destaca una medalla de plata en llançament de javelina, el 1908 i una de bronze en llançament de pedra el 1906. En la competició de llançament de disc estil antic destaca una cinquena posició el 1908 i en llançament de pes l'onzena el 1912.
Dorizas va néixer a Constantinoble en el si d'una família grega. Allà es graduà al Col·legi Robert. El 1914 es va traslladar als Estats Units per estudiar a la Universitat de Pennsilvània, on ben aviat es convertí en un dels millors lluitadors de pes pesant, tot guanyant els campionats intercol·legials de 1914 i 1916. Durant dos anys jugà a futbol americà, alhora que continuava competint en proves atlètiques de llançaments. Durant la Primera Guerra Mundial va servir com a sergent de l'Exèrcit dels Estats Units a França, i després com a intèrpret grec, turc i anglès a la Conferència de Pau de París de 1919 i com a geògraf de la Secció Nord-americana de la Comissió Internacional de Mandats.